# 에드윈 로버츠

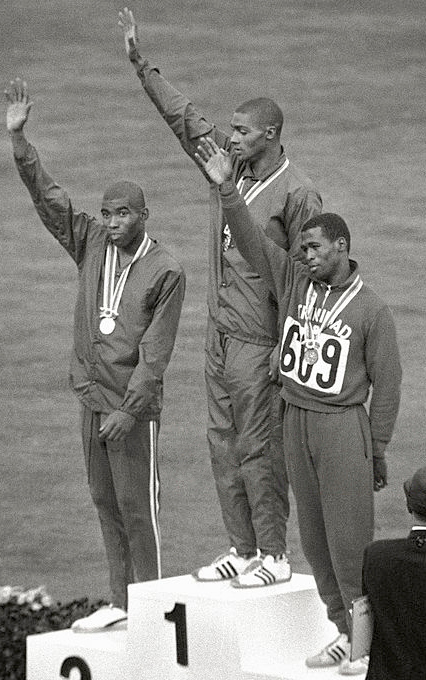
에드윈 로버츠(오른쪽)

에드윈 로버츠(Edwin Roberts, 본명: 애드윈 앤서니 로버츠, Edwin Anthony Roberts, 1941년 8월 12일 ~ )는 은퇴한 트리니다드 토바고 선수이다. 1964년, 1968년, 1972년 올림픽에 다양한 스프린트 종목에 출전했으며 200m에서 최고의 성적을 거두었으며 1964년 3위, 1968년 4위를 기록했다. 또한 1964년에 4 x 400m 계주에서도 동메달을 획득했다.
로버츠는 1962년부터 1966년까지 미국의 노스아메리카 칼리지에 다녔으며 그곳에서 대학 육상 팀의 일원이었다. 또한 1966년 커먼웰스 게임(Commonwealth Games)의 4×440야드 계주에서 3분 02.8초의 세계 기록을 세운 트리니다드 팀의 일원이기도 했다. 트랙 앤드 필드 뉴스(Track and Field News)의 전문가 투표에 따르면 그는 1964년부터 1971년까지 세계 10대 단거리 선수 중 한 명이었다.
| 연도 | 100 m | 200 m |
| ---- | ----- | ----- |
| 1964 | 5위   | 3위   |
| 1965 | -     | 7위   |
| 1966 | -     | 4위   |
| 1967 | -     | 9위   |
| 1968 | -     | 6위   |
| 1969 | -     | 4위   |
| 1970 | -     | 5위   |
| 1971 | -     | 10위  |